# Алекс Райдър
Алекс Райдър (на английски: Alex Rider) е поредица от шпионски романи на британския писател Антъни Хоровиц. Романите се въртят около юноша шпионин на име Алекс Райдър и са насочени предимно към младежка аудитория. Към май 2023 г. поредицата се състои от тринадесет романа, шест графични романа, десет разказа, четири допълнителни книги и телевизионен сериал. Очаква се излизането на 14-ти роман през есента на 2023 г.
Първият роман, Stormbreaker, е издаден в Обединеното кралство през 2000 г. и е адаптиран във филм през 2006 г. с участието на Алекс Петифър. Walker Books публикува първите романи в Обединеното кралство заедно с Puffin Books в Съединените щати, но по-новите книги в поредицата са публикувани от Philomel Books, печат на Penguin Books.

## Романи

### Списък
1. Stormbreaker – издаден на 4 септември 2000 г. Адаптиран като графичен роман, издаден на 3 юли 2006 г.
2. Point Blanc – издаден на 3 септември 2001 г. Адаптиран като графичен роман, издаден на 27 декември 2007 г.
3. Skeleton Key – издаден на 8 юли 2002 г. Адаптиран като графичен роман, издаден на 7 септември 2009 г.
4. Eagle Strike – издаден на 7 април 2003 г. Адаптиран като графичен роман, издаден на 6 юли 2012 г.
5. Scorpia – издаден на 1 април 2004 г. Адаптиран като графичен роман, издаден февруари 2016 г.
6. Ark Angel – издаден на 1 април 2005 г. Адаптиран като графичен роман, издаден през май 2020 г. [2]
7. Snakehead – издаден на 31 октомври 2007 г.
8. Crocodile Tears – издаден на 10 ноември 2009 г.
9. Scorpia Rising – издаден на 21 март 2011 г. в Австралия, 22 март 2011 г. в САЩ и 31 март 2011 г. в Обединеното кралство.
10. Russian Roulette – издаден на 12 септември 2013 г.
11. Never Say Die – издаден на 1 юни 2017 г. в Обединеното кралство и на 10 октомври 2017 г. в САЩ.
12. Secret Weapon – издаден на 4 април 2019 г.
13. Nightshade – издаден на 2 април 2020 г. в Обединеното кралство и на 7 април 2020 г. в САЩ.
14. Nightshade Revenge – ще излезе на 7 септември 2023 г. в Обединеното кралство.

### Сюжет на романите
Внимание:  Текстът по-долу разкрива сюжета на произведението (или части от него)!

#### Stormbreaker
Stormbreaker („Разбивач на бури“) е публикуван за първи път през 2000 г. в Обединеното кралство, а след това през 2001 г. в Съединените щати. Алекс, главният герой, е вербуван от МИ6, след като открива истината за живота и смъртта на чичо си. Той е изпратен да изпълни последната мисия на чичо си: да проучи ливански мултимилионер Херод Сейл и неговото творение: революционният и новоразработен компютър, наречен Стормбрейкър, който Сейл дарява на всяко училище в Англия. Алекс открива, че компютрите Стормбрейкър съдържат смъртоносна вариация на едра шарка и че Сейл планира безмилостно да убие хиляди ученици в цялата страна с нея. Алекс проваля плана и успява в първата си мисия.

#### Point Blanc
Point Blanc („Пойнт Бланк“) е публикуван в Обединеното кралство през 2001 г. и в Северна Америка през 2002 г. под алтернативното заглавие Point Blank. След смъртта на двама милиардери МИ6 открива връзка: всеки от двамата загинали мъже е имал син, посещаващ Пойнт Бланк – училище за непокорни синове на милиардери, разположено във Френските Алпи, собственост на д-р Хюго Грийф. МИ6 изпраща Алекс да разследва Пойнт Бланк. Алекс открива, че Грийф заменя учениците с негови клонинги, които са променени чрез пластична хирургия, за да приличат на учениците, включително самия Алекс, така че Грийф да наследи богатството и да получи силата да контролира целия свят. Алекс обаче осуетява плана му.

#### Skeleton Key
Skeleton Key („Шперц“) е публикуван през 2002 г. След осуетяване на заговор на Триада за уреждане на тенис турнира „Уимбълдън“ през 2001 г. и сприятеляване със Сабина, Алекс е в сериозна опасност да бъде убит. Принуден да напусне страната, МИ6 го изпраща на мисия в Куба с двама съмнителни агенти на ЦРУ, от които той е единственият оцелял. Той среща бившия съветски генерал Алексей Саров, който се опитва да осинови Алекс и изразява идеи за ядрен холокост и световно господство под комунистическо управление. Тогава Алекс осуетява плановете му, спасявайки света за трети път.

#### Eagle Strike
Eagle Strike („Орлов удар“) е публикуван през 2003 г. Поп звездата Деймиън Крей се надява да унищожи страните производители на наркотици по света, като отвлече ядрения арсенал на Съединените щати. Заподозрял го, Алекс поема случая Крей без помощта на скептично настроената МИ6. Крей пуска най-съвременна игрална конзола, наречена „Gameslayer“, с първата си игра, „Feathered Serpent“ („Перната змия“), която е много повече, отколкото изглежда. Алекс разкрива заговор, включващ правителството на САЩ и международната общност, но е хванат да шпионира и е принуден да влезе в реална версия на „Пернатата змия“, от която успява да избяга чрез измама. Той напуска имението на Деймиън Крей, след като открадва част от оборудването, жизненоважно за плана на Деймиън, но е принуден да се откаже от него, защото Деймиън отвлича приятелката на Алекс, Сабина. Двамата влизат в президентския самолет Еър Форс Уан, където Деймиън Крей изстрелва ядрени ракети към страните доставчици на наркотици. Крей убива Ясен Грегорович, но скоро след това Алекс тласка Крей към смъртта. След това младежът спира ракетите, преди да успеят да ударят целите си. Точно преди да умре, Грегорович казва на Алекс да потърси престъпна организация, наречена Скорпия – група, за която той твърди, че баща му е работил. Книгата е адаптирана като основа за втория сезон на телевизионния сериал „Алекс Райдър“.

#### Scorpia
Scorpia („Скорпия“) е публикувана през 2004 г. Следвайки съвета на атентатора Ясен Григорович, Алекс търси престъпната организация „Скорпия“, за да открие истината за баща си. Скоро той е вербуван от изпълнителния директор на Скорпия Джулия Ротман и е обучен за убиец, преди да му бъде наредено да убие Г-жа Джоунс. Той се проваля в тази мисия, но отново се свързва с МИ6, след като научава, че хиляди ученици в Лондон ще умрат, ако не им помогне. Алекс се връща в Скорпия като двоен агент и открива излъчващите чинии, които Скорпия възнамерява да използва, за да убива своите цели, които по-късно се издигат в небето от балон с горещ въздух. Привърженикът на Ротман, Найл, се опитва да спре Алекс, но той се страхува от височини, което го кара да се подхлъзне и да падне смъртоносно, след като е бил подиграван от Алекс. Алекс успява да спре смъртта на учениците, докато самата Ротман е убита, когато оборудването за чинии пада върху нея. В края на романа г-жа. Джоунс и Алън Блънт разказват на Алекс истината за баща му; той е бил агент на МИ6, работещ като двоен агент в Скорпия, опитвайки се да свали организацията. Те също така обясняват за смъртта на родителите му, поръчана от Джулия Ротман, след като тя е забелязана предателството на баща му, заедно с истинските подробности за събитието, случило се на Албърт Бридж. Когато Алекс напуска Ливърпул Стрийт, снайперист от Скорпия го уцелва.

#### Ark Angel
Ark Angel („Архангел“), публикуван през 2005 г., проследява втората мисия на Алекс за ЦРУ. След като се възстановява от опита за убийство от страна на престъпната организация „Скорпия“, той е изпратен да разследва бизнесмена Николей Древин, който е построи хотел в Космоса, наречен „Арк Ейнджъл“. Хотелът в крайна сметка остана недовършен поради големите разходи. След като прикритието на Алекс е разбулено, Древин научава, че ЦРУ събира доказателства срещу него и планира да отмъсти, като атакува Пентагона. Древин е убит и Алекс е изпратен в Космоса, премествайки бомбата, за да предотврати навлизането на останките в атмосферата.

#### Snakehead
Snakehead („Змийска глава“) е публикуван през 2007 г. Действието се развива непосредствено след предходния роман Ark Angel: романът вижда как Алекс пада от Космоса и се разбива в Австралия. Там той е вербуван от ASIS – австралийската тайна служба, за да проникне в организация Снейкхед, представяйки се за афганистански бежанец. Той среща своя кръстник Аш, докато се подготвя в Тайланд, и те стават екип. Има данни, че организацията Снейкхед и нейният лидер – майор Уинстън Ю, член на борда на Скорпия, са откраднали мощна бомба, наречена Роял Блу, която МИ6 иска да прихване. Аш и Алекс намират бомбата, но са задържани от Ю, който по-късно им разкрива плана си да унищожи остров, домакин на международна среща на върха. Накрая става ясно, че Аш всъщност е служител на Ю и той е убит в конфликта за Роял Блу. Преди смъртта си Аш признава, че Джулия Ротман му е наредила да убие родителите на Алекс. Ю се опитва да избяга преди бомбата да детонира, но в крайна сметка е единствената жертва на ударната ѝ вълна.

#### Crocodile Tears
Crocodile Tears („Крокодилски сълзи“) излиза през 2009 г. Започва с приятелката на Алекс, Сабина, и нейното семейство, които посещават Обединеното кралство от Сан Франциско. Алекс отива с тях в Шотландия. Те отиват в имението на милионера Дезмънд Маккейн за новогодишно парти, но след като Алекс обижда Маккейн в игра на покер, техният Нисан Екс-Трейл от 2007 г. пада в лагуната. Алекс е спасен от мъж, чиято самоличност по-късно е разкрита като Рахим, индийски агент от крило за изследване и анализ, изпратен да убие Маккейн. Алекс е вербуван от МИ6 да разследва Маккейн, но е заловен от него. Той е отведен в Кения, където научава, че Маккейн ще отрови Кения, убивайки нейните жители и животни и събирайки „пари за благотворителност“, които ще събира за лична облага. Алекс е почти убит от Маккейн, но е спасен от Рахим. В крайна сметка Алекс проваля плана на Маккейн, но докато бягат, Маккейн убива Рахим. Алекс убива Маккейн и след това се връща обратно в Англия.

#### Scorpia Rising
Scorpia Rising („Скорпия се издига“) е публикуван през 2011 г. Гръцкият мултимилиардер Янис Аристон Ксенополос наема престъпната организация Скорпия да върне Елгинските мрамори в Гърция. Планът на Скорпия включва поставянето на фалшива следа до Кайро, Египет, и изнудването на МИ6 да върне мраморите. МИ6 попада на капана и Алекс е изпратен в Кайро, където с ужас открива, че Скорпия е дърпала конците през цялото време. Той също така среща Джулиус Грийф, негов клонинг от училището Пойнт Бланк, който е избягал от затвора на МИ6 в Гибралтар. Той цели да убие лично Алекс, за да отмъсти за смъртта на д-р Грийф. Алекс е заловен от Скорпия и успява да помогне на Джак – своя дългогодишната приятелка и грижеща се за него след смъртта на чичо му (която също е заловена) да избяга. Скорпия е предвидила това и е поставила капан за Джак. Новината за нейното предполагаемо убийство опустошава Алекс, но той успява да спре плана на Скорпия и убива Юлиус. Книгата завършва, когато Алекс избягва и се премества в Сан Франциско със семейството на Сабина, което го променя завинаги и не му позволява да се върне към шпионския си начин на живот.

#### Russian Roulette
Russian Roulette („Руска рулетка“) излиза през 2013 г. Разказва се от гледната точка на известния наемен убиец Ясен Григорович. Започва с детството му в изолирано руско селце с родители, работещи в лаборатория. Един ден те му казват, че са били подкупени от клиент да направят едра шарка като оръжие, за да унищожат враговете на Русия. Когато едрата шарка е заразила лабораторията и селото, те са успели да избягат. Родителите му умират, а Яша взема влака до Москва, където среща техен приятел, който обаче го предава на властите. Яша успява да избяга и става част от банда улични крадци. Месеци по-късно, след като се превръща в умел крадец, се опитва да ограби богат човек на име Владимир Шарковски, но е заловен и изпратен да работи за него като общ работник в комплекс някъде в Русия. Преди да му даде работата, бизнесменът го кара да играе на руска рулетка, за да провери късмета си. Яша оцелява, но когато го разпитват, нараняване на устата го кара да произнася името си като „Ясен“. Ясен работи дълги години, като често търпи подигравките на сина на Шарковски, Иван, и е обучаван от неговия пилот на хеликоптер. Един ден той чува Шарковски да разкрива, че той е бил клиентът на лабораторията на родителите и се заклева да го убие.
Затворът на Ясен приключва, когато убиец от престъпната организация Скорпия на име Грант прониква в комплекса и застрелва Шарковски. Ясен успява да избяга с Грант, който го отвежда в Двореца на вдовицата, където Ясен е представен на Джулия Ротман, един от лидерите на Скорпия. Оказва се, че Шарковски е оцелял. Грант впоследствие е убит от Ротман заради провала си. Ротман предлага на Ясен да се присъедини към Скорпия. Ясен се съгласява и прекарва следващите четири месеца в тренировъчната база на организацията на остров Малагосто, преди да получи първия си договор. Ясен обаче не може да отнеме живота на мишената и впоследствие тя е убита от друг агент на Скорпия. Въпреки разочарованието Скорпия решава му да даде втори шанс и го свързва с Джон Райдър, бащата на Алекс. Джон и Ясен работят по две поръчки заедно. При първата Джон спасява живота на Ясен и изразява съмнение, че Ясен е убиец, като му предлага да се откаже. Втората поръчка е в Париж, където Ясен отново отказва да убие мишената и признава на Джон, че не иска да бъде убиец. Докато Джон и Ясен чакат на летището, Ясен планира да се качи на самолет за Берлин и да изчезне, но открива джаджа от МИ6 в багажа на Джон и разбира, че той е двоен агент на МИ6, който работи срещу Скорпия. Чувствайки се предаден от това и предполагайки, че Джон е предупредил Скорпия за неговото дезертиране в опит да ги отслаби още повече, Ясен изоставя първоначалните си планове. Той се връща в имението на Шарковски, използвайки уменията, които е научил от Скорпия, за да проникне на мястото и да се изправи срещу Шарковски. Ясен разкрива истинската си самоличност, както и ролята на Шарковски за влияние върху живота му. Той отново играе на руска рулетка пред бизнесмена, с пет куршума в револвера срещу един, виждайки това като последния си шанс да напусне пътя си на убиец. Ясен отново оцелява и убива Шарковски, както и сина му.

#### Never Say Die
Never Say Die („Никога не казвай „умри““) излиза през юни 2017 г. с издание в САЩ през октомври 2017 г. След събитията в Scorpia Rising Алекс е травматизиран от смъртта на грижещата се за него и близка приятелка Джак Старбрайт. След като получава искрица надежда за нейното оцеляване чрез неизвестен имейл, Алекс е хвърлен в ужасите на миналото си в битка за възстановяване на приятеля си от мъртвите. По пътя си той среща нови врагове (свързани със Скорпия), които не приличат на всички, с които се е сражавал преди. Той осуетява плановете им да накарат богатите родители да плащат, за да си върнат децата (след като ги отвлекат), така че те да могат да станат милионери. В процеса той намира Джак, който след това му помага да освободи децата. След това Алекс успява да дерайлира парен локомотив с импровизирана бомба (термос с дизел в него), като по този начин убива враговете си, които го преследват в него.

#### Secret Weapon
Secret Weapon („Тайно оръжие“) е публикувано през 2019 г. Колекция от седем приключения, които Алекс Райдър е преживял извън мисиите, възложени му от МИ6. Тези истории се случват в цялата серия. Четири от тези разкази вече са публикувани от автора Антъни Хоровиц, но „Алекс в Афганистан“, „Чай със Смитърс“ и „Капан за шпиони“ са написани изключително за тази колекция.

#### Nightshade
Nightshade („Нощна сянка“) излиза през 2020 г. Алекс се бори срещу нова престъпна организация, Найтшейд (след падането на Скорпия), за която Г-жа Джоунс е чела документ за края на „Никога не казвай „умри““. След убийството на агент на МИ6 в Рио де Жанейро един от убийците е заловен. Става въпрос за 15-годишно момче – Фредерик Грей, което се е смятало за мъртво. Последните думи на мъртвия агент разказват за терористична атака от Найтшейд. Г-жа Джоунс разпознава дъщеря си София, когато вижда снимка на избягалия партньор на Грей. Алекс е изпратен от г-жа Джоунс да се преструва на Джулиус Грийф в затвора в Гибралтар, където Джулиус е бил преди да избяга в началото на романа Scorpia Rising и където е държан Фредерик; мисията е да научи за организацията, за която работи Фредерик. Неспособен да получи правилната информация, когато Алекс става приятел с Фредерик, той решава да избяга с Фредерик и след това да проникне в оперативната база на Найтшейд – изоставена военна база в Крит. Там той научава, че организацията използва 23 деца с промити мозъци (първоначално 25, но 2 са убити при „инцидент на обучение“), за да работят като наемници за група от четирима американци, наричащи себе си „Учителите“. Прикритието на Алекс е разкрито от клиента на Найтшейд и той е използван като разсейващо средство, докато Фредерик, София и „Номер единадесет“ се опитват да убият мнозина в катедралата Сейнт Пол в Лондон. Алекс предотвратява това, като деактивира комуникационната система на Учителя с техните агенти деца. Алекс се опитва да помогне на Фредрик след залавянето му и обещава на г-жа Джоунс да ѝ помогне да намери Найтшейд, която все още държи нейния син Уилям като агент, без да знае, че Найтшейд вече крои отмъщение срещу Алекс.

## Франчайзинг

### Допълнителни книги
- The Gadgets – показващи технически данни на някои от приспособленията (17 октомври 2005 г.)
- The Missione Files – показване на данни за мисии от книги 1 – 7 (6 октомври 2008 г.)
- Stormbreaker: Behind the Scenes – информация от филмовата адаптация (2006)
- Stormbreaker: The Official Script – сценарият на филмовата адаптация (2006)

### Разкази
- 2003: Secret Weapon – публикуван на 9 февруари 2003 г. във в. „Сънди Таймс“ (след Skeleton Key)
- 2006: Christmas at Gunpoint – първо публикуван във в. „Дейли Мейл“. Но вече е достъпен на уебсайта на писателя или в пълното юбилейно издание на романа Stormbreaker в САЩ (преди романа Stormbreaker)
- 2008: Alex Underground – публикуван във в. „Нюз ъф дъ Уърлд“ Summer Reading Special (8 август) (след Ark Angel)
- 2009: Incident in Nice (или Quite a Ride) – публикуван във в. „Таймс“ (9 ноември) и на уебсайта на писателя (след Point Blanc)[5] [6]
- 2012: A Taste of Death – публикуван онлайн за Световния ден на книгата (след Point Blanc)
- 2013: The White Carnation – излиза като част от документ за четене, изпратен на училища-участници от събитие на живо на Антъни Хоровиц (преди началото на поредицата)
- 2019: Tea with Smithers – част от сборника Secret Weapon (някъде след Point Blanc)
- 2019: Alex in Afghanistan – част от сборника Secret Weapon (след Point Blanc и преди High Tension)
- 2019: Spy Trap – част от сборника Secret Weapon (след Skeleton Key)
- 2019: Secret Weapon (нова версия) – част от сборника Secret Weapon (след Eagel Strike)

### Допълнителни материали
- 2006: Resistance to Interrogation, допълнителна глава в Stormbreaker
- 2007: Coda, допълнителна глава в Snakehead
- 2014“ White Carnation, допълнителна глава в Russian Roulette

Resistance to Interrogation и Coda са достъпни на уебсайта на автора и всички са включени в определени издания на тази книга с изключение на Resistance to Interrogation, която е включена в някои издания на Never Say Die. White Carnation по-късно е включена в сборника с разкази Alex Rider: Undercover, който е публикуван ексклузивно за Световния ден на книгата 2020 г.

## В други медии

### Видеоигра
Видеоиграта Alex Rider: Stormbreaker, базирана на филма, е пусната на 7 юли 2006 г., която получава отрицателни отзиви.

### Филм
Хоровиц пише сценария за игралния филм Stormbreaker, режисиран от Джефри Сакс. Stormbreaker е международна копродукция между компании и финансисти от Обединеното кралство, Съединените щати и Германия и излиза на 21 юли 2006 г. Предвижда се да бъде първото участие във филмов франчайзинг. Печели между 20,7 и 23,9 млн. щатски долара по целия свят след премиерата си по кината, без да възстанови своите 40 млн. долара бюджет.

### Телевизионен сериал
През май 2017 г. е обявено, че Ай Ти Ви разработва телевизионна адаптация на романите на Алекс Райдър. Сериалът се продуцира от Eleventh Hour Films, а сценаристът и писател на телевизионния сериал от 2016 г. Тутанкамон Гай Бърт играе ролята на шоурънър. Eleventh Hour Films се управлява от съпругата на Хоровиц Джил Грийн. 
През юли 2018 г. е съобщено, че Сони Пикчърс Телевижън е заменила Ай Ти Ви като дистрибутор и финансов партньор на Eleventh Hour Film за нов телевизионен сериал за Алекс Райдър. Отделите за международно и световно разпространение на Соно Пикюърс Телевижън под ръководството на Уейн Гарви и Кийт Льо Гой са прикрепени към филмовата серия. Бърт адаптира Point Blanc, втората книга от поредицата романи за Алекс Райдър, за телевизията. Хоровиц ще бъде изпълнителен продуцент на сериала.
Първият сезон е пуснат в Амазон Прайм Видео в Обединеното кралство на 4 юни 2020 г. На 10 ноември 2020 г. сериалът е официално подновен за втори сезон и адаптира романа Eagle Strike;  пуснат е на 3 декември 2021 г.